# Зунор
Зуно́р (рос. Зунор) — село у складі Могойтуйського району Забайкальського краю, Росія. Входить до складу Нурінського сільського поселення.

## Населення
Населення — 50 осіб (2010; 107 у 2002).
Національний склад (станом на 2002 рік):
- буряти — 86 %